# Politische Parteien in der Schweiz
Die politischen Parteien der Schweiz sind stark vom Schweizer Föderalismus geprägt. Die grösseren Parteien sind meist auf Bundes-, Kantons- und Gemeindeebene durch kantonale und kommunale Sektionen aktiv, wogegen sich viele kleine Parteien auf die politische Arbeit in ihrem Kanton oder in ihrer Gemeinde beschränken.
Die Parteienlandschaft ist heterogen: fünf bis sechs grössere Parteien, die meist in Bund, Kantonen wie auch Gemeinden Regierungsverantwortung wahrnehmen, und viele kleine Parteien decken das ganze politische Spektrum sowie eine Reihe von Sonderinteressen ab. Der Wähleranteil der beiden grossen politischen Lager ist seit rund hundert Jahren praktisch unverändert: Bürgerliche (liberale und konservative) Parteien vereinen rund zwei Drittel, linke Parteien ein Drittel der Stimmen auf sich.
Die grössten Schweizer Parteien sind die folgenden (mit Angabe der politischen Ausrichtung und des Wähleranteils bei den Nationalratswahlen 2023):
- Schweizerische Volkspartei (SVP), rechts, 27,9 %
- Sozialdemokratische Partei (SP), links, 18,3 %
- FDP.Die Liberalen (FDP), Mitte-rechts, 14,3 %
- Die Mitte, Mitte bis Mitte-rechts, 14,1 %
- Grüne, links, 9,8 %
- Grünliberale Partei (GLP), Mitte, 7,6 %

## Nationale Ebene
Die wichtigsten Parteien der Schweiz sind die sogenannten Bundesratsparteien. Dabei handelt es sich um die wählerstärksten Parteien, die mindestens einen Vertreter in der Landesregierung, also im Schweizerischen Bundesrat haben. 1959 bis 2008 waren dies Konservative (SVP), Sozialdemokraten (SP), Freisinnige (FDP) bzw. Liberale (LPS) und Christdemokraten (CVP). Nach der Abwahl von Bundesrat Christoph Blocher bei den Bundesratswahlen 2007 erklärte sich die SVP jedoch zur Oppositionspartei und schloss ihren bisherigen Bundesrat Samuel Schmid und die neu gewählte Eveline Widmer-Schlumpf aus der Parlamentsfraktion aus. 2008 folgten der Ausschluss von Widmers Kantonalpartei sowie der Austritt Schmids aus der SVP Schweiz. Seit der Wahl von Ueli Maurer als Nachfolger von Schmid am 10. Dezember 2008 ist die SVP wieder im Bundesrat vertreten.
Die Bezeichnung «Regierungsparteien» für jene politischen Kräfte ist unüblich, da in der Schweiz keine parlamentarische Opposition im eigentlichen Sinne besteht. In der Schweiz ist es dafür durchaus üblich, dass eine im Bundesrat vertretene Partei bei einer bestimmten Sachfrage in Opposition zu diesem agiert, z. B. bei Parolen zu Volksabstimmungen (insbesondere bei den «Polparteien» SP und SVP) (siehe Konkordanzdemokratie, Politisches System der Schweiz).
Die Schweizer Parteienlandschaft ist traditionell in ein bürgerliches (d. h. liberal-konservatives) und ein links-grünes Lager geteilt. Das Gleichgewicht zwischen diesen beiden Lagern hat sich auf der nationalen Ebene seit der Einführung der Proporzwahl 1919 kaum geändert (ca. zwei Drittel wählen bürgerlich, ein Drittel links-grün).
Innerhalb der beiden Lager finden jedoch teilweise grössere Verschiebungen statt, so während der 2000er-Jahre auf der bürgerlichen Seite mit dem Aufstieg der Schweizerischen Volkspartei, auf der linken Seite mit dem Erstarken der Grünen; zudem war seit Ende der 1990er-Jahre eine Schwächung der bürgerlichen Mitte (FDP, CVP) zugunsten der «radikaleren» Rechten (SVP) feststellbar. Nach den Wahlen 2011 mit Verlusten besonders für die SVP und die Grünen einerseits, andererseits Erfolgen der gemässigteren bürgerlichen SVP-Abspaltung BDP sowie der Grünliberalen Partei wurde die Mitte wieder gestärkt. 2021 schlossen sich die CVP und BDP nach Wahlverlusten 2019 zur Partei Die Mitte zusammen.

## Kantonale Ebene
Die Parteiensysteme der einzelnen Kantone unterschieden sich bis zum Ende des 20. Jahrhunderts teilweise stark sowohl voneinander als auch von der nationalen Konstellation. Mit der Vereinheitlichung und Zentralisierung der Mediensituation (Pressekonzentration, elektronische Medien) hat sich seither die Parteienlandschaft der Kantone derjenigen in den urbanen Zentren der Deutschschweiz angeglichen. Die einzelnen kantonalen Sektionen einer Partei haben aber immer noch teilweise unterschiedliche Profile oder unterscheiden sich von ihrer Mutterpartei. So ist in den meisten katholischen Deutschschweizer Kantonen die Linke schwach vertreten, dafür beherrschen die CVP und die FDP (bzw. seit neustem auch die SVP) die Politik. In den reformierten Kantonen ist die ursprünglich katholische CVP nur eine Kleinpartei, während SVP, SP und FDP die Politik bestimmen. Das Profil der CVP ist in den katholischen Hochburgen ausgesprochen konservativ, während es z. B. im Kanton Zürich liberal ausgerichtet ist. Die SVP hat seit der Abspaltung der BDP in allen Kantonen und auf nationaler Ebene ein rechtskonservatives bis rechtspopulistisches Profil.

## Parteiengesetzgebung auf Bundesebene

### Bundesverfassung
Die Bundesverfassung vom 18. April 1999 hält in Art. 137 fest: «Die politischen Parteien wirken an der Meinungs- und Willensbildung des Volkes mit». Diese Bestimmung bildet aber keine Rechtsgrundlage für eine staatliche Parteienfinanzierung.

### Registrierung
Art. 76a des Bundesgesetzes über die politischen Rechte (BPR) bildet die gesetzliche Grundlage für ein Parteienregister. Eine politische Partei ist zwar nicht verpflichtet, sich registrieren zu lassen, hat jedoch Anspruch auf diese Registrierung, wenn sie die Rechtsform eines Vereins aufweist und mit mindestens einem Mitglied im Nationalrat oder aber mit mindestens je drei Mitgliedern in drei Kantonsparlamenten vertreten ist. Mit dem Parteienregistereintrag werden die Parteien bei den Nationalratswahlen von gewissen administrativen Formalitäten befreit (Art. 24 Abs. 3 und 4 BPR).

### Parteienfinanzierung
Die Eidgenossenschaft finanziert weder die politischen Parteien noch die Wahlkampagnen direkt. Gemäss dem Parlamentsressourcengesetz (PRG) erfolgt jedoch eine öffentliche Finanzierung zugunsten der Mitglieder und der Fraktionen der Bundesversammlung. Diese jährliche Finanzierung der Fraktionen, die zur Deckung der Kosten ihrer Sekretariate dient, setzt sich aus einem Grundbeitrag von CHF 144'500 pro Fraktion und einem Beitrag von CHF 26'800 pro Fraktionsmitglied zusammen (Art. 12 PRG).
Für die private Finanzierung von politischen Parteien und Wahlkampagnen bestehen weder Vorschriften noch Einschränkungen. Gemäss den Statuten der Parteien finanzieren sie sich aus folgenden Quellen:
- Jahresbeiträge der Mitglieder;
- Spenden und Schenkungen;
- Erträge aus dem Verkauf von Produktionen und Dienstleistungen;
- Beiträge der Fraktion;
- Beiträge von Parlamentarierinnen und Parlamentariern, von Richterinnen und Richtern sowie von Magistratspersonen, die der Partei angehören.

Seit 2009 können Mitgliederbeiträge und Spenden an politische Parteien vom steuerbaren Einkommen abgezogen werden, sofern die Partei im Parteienregister eingetragen ist, in einem kantonalen Parlament vertreten ist oder in einem Kanton bei den letzten Wahlen des kantonalen Parlaments mindestens drei Prozent der Stimmen erreicht haben. Für die direkte Bundessteuer ist höchstens ein Gesamtbetrag von CHF 10'000 abzugsfähig; die Kantone legen den entsprechenden Höchstbetrag für ihre Steuern selbst fest.

### Offenlegung der Parteifinanzierung
Am 23. Oktober 2022 ist die Änderung vom 18. Juni 2021 des Bundesgesetzes über die politischen Rechte (BPR) in Kraft getreten, welche die in der Bundesversammlung vertretenen politischen Parteien verpflichtet, jährlich ihre Einnahmen sowie die erhaltenen monetären und nichtmonetären Zuwendungen offenzulegen, sofern deren Wert 15'000 Franken pro Person und Jahr übersteigt (Art. 76b BPR).
Nach Art. 76c BPR müssen die kampagnenführenden Akteure bei Volksabstimmungen und Nationalratswahlen die Finanzierung ihrer Kampagnen vor der Abstimmung oder der Wahl offenlegen, wenn sie für diese Kampagnen mehr als 50'000 Franken budgetiert haben. Nach der Abstimmung oder der Wahl müssen sie die Schlussrechnung offenlegen. Die Schlussrechnung muss alle Einnahmen enthalten, einschliesslich jeder Zuwendung von mehr als 15'000 Franken pro Person und Kampagne, welche die Akteure in den letzten 12 Monaten vor der Abstimmung oder Wahl zur Finanzierung der Kampagne erhalten haben. Weil die Regelung der Ständeratswahlen in die Zuständigkeit der Kantone und nicht des Bundes fällt, muss das Budget für die Kampagne nicht offengelegt werden; wohl aber die Schlussrechnung für gewählte Mitglieder des Ständerates, da diese durch die Wahl Mitglied einer Bundesbehörde sind.
Verboten sind die Annahme von anonymen Zuwendungen sowie von Zuwendungen aus dem Ausland. Ausnahmen gelten für Zuwendungen von Auslandschweizerinnen und Auslandschweizern sowie für Ständeratswahlen (Art. 76h BPR).
Bei einem Verstoss gegen diese Vorschriften droht den politischen Parteien und den kampagnenführenden Akteuren eine Busse bis zu 40'000 Franken (Art. 76j BPR).
Die Offenlegungspflichten für die politischen Parteien galten erstmals für das Kalenderjahr 2023, jene für kampagnenführende Akteure für die Parlamentswahlen vom 22. Oktober 2023. Die Finanzierung von Abstimmungskampagnen musste erstmals im Hinblick auf die eidgenössische Volksabstimmung vom 3. März 2024 offengelegt werden. Die offenlegungspflichtigen Daten müssen der Eidgenössischen Finanzkontrolle gemeldet werden, welche sie veröffentlicht (Art. 76f BPR).
Die erstmalige Publikation der Parteienfinanzierung erbrachte ein Total der gemeldeten Einnahmen der zwölf offenlegungspflichtigen Parteien für das Jahr 2023 von 29 Millionen Franken. An der Spitze steht die SP mit Zuwendungen von 9,03 Millionen Franken. Die SVP hat Einnahmen von 5,94 Millionen Franken, die FDP.Liberalen von 4,25 Millionen Franken und die Mitte von 3,08 Millionen Franken offengelegt. Auch die Einnahmen der Grünen (2,59 Millionen Franken) und der Grünliberalen (1,38 Millionen Franken) überschreiten die Millionengrenze. Diese Zahlen sind allerdings zu relativieren. Eine Verzerrung ergibt sich insbesondere dadurch, dass die SP Mitgliederbeiträge auf nationaler Ebene erhebt (2023: 2 Millionen Franken), während die Mitgliederbeiträge der bürgerlichen Parteien ganz oder zum grösseren Teil an die kantonalen oder kommunalen Sektionen fliessen (gemeldete Mitgliederbeiträge: SVP 157'000 Franken, FDP 97'000 Franken, Mitte 0 Franken). Diese Zuwendungen auf Kantons- und Gemeindeebene sind nicht offenlegungspflichtig, wenn eine nationale Partei besteht.
Insbesondere Schweizer Unternehmen unterstützen politische Parteien finanziell, wobei die Kriterien dafür und die Begünstigten bis 2022 in der Regel nicht öffentlich bekannt gemacht wurden. Von dieser Praxis wichen 2012 die Grossbanken Credit Suisse und UBS ab, welche ankündigten, die Parteien im Verhältnis ihrer Parlamentsmandate mit je insgesamt einer Million Franken pro Jahr zu unterstützen. Die Credit Suisse wollte alle Parteien unterstützen, die UBS dagegen nur diejenigen, die sich «eindeutig zu Wettbewerb und Marktwirtschaft bekennen». Seit die Parteien offenlegen müssen, welche Unternehmen und wirtschaftlichen Interessenverbände sie mit Beträgen von mehr als 15'000 CHF unterstützen, ist aus den von der Eidgenössischen Finanzkontrolle publizierten Listen z. B. ersichtlich, dass im Jahr 2023 die UBS der SVP 241'000 CHF, den FDP.Liberalen 195'000 CHF, der Mitte 173'000 CHF und der GLP 66'000 CHF zukommen liess. Swiss Life zahlte 150'000 CHF an die SVP, 140'000 CHF an die FDP, 70'000 CHF an die Mitte und 40'000 CHF an die GLP. Weitgehend ohne derartige Unterstützungen müssen die SP und die Grünen auskommen; nur die Raiffeisen Genossenschaft und die Schweizerische Mobiliar Versicherungsgesellschaft unterstützen alle der sechs wählerstärksten Parteien.
Auch die Namen von privaten Grossspendern müssen publiziert werden. Davon profitieren insbesondere die FDP und die SVP. Die SVP erhielt im Jahre 2023 z. B. Spenden von Walter Frey (250'000 CHF), von Magdalena Martullo-Blocher und Thomas Matter (je 100'000 CHF). Luzius Sprüngli (von Lindt & Sprüngli) spendete der FDP 120'000 CHF, Thomas Schmidheiny 100'000 CHF.

## Liste der politischen Parteien in der Schweiz

Stärkste Partei pro Gemeinde (2019)

### In der Bundesversammlung vertretene Parteien
| Logo | Partei                                 | Kürzel | Ausrichtung                                  | Sitze Bundesrat | Sitze Nationalrat | Sitze Ständerat | Sitze Kantonsparlamente | Gründungs- jahr | Europapartei     |
| ---- | -------------------------------------- | ------ | -------------------------------------------- | --------------- | ----------------- | --------------- | ----------------------- | --------------- | ---------------- |
|      | Schweizerische Volkspartei             | SVP    | Nationalkonservatismus, Rechtspopulismus     | 2               | 62                | 6               | 528                     | 1971            | –                |
|      | Sozialdemokratische Partei der Schweiz | SP     | Sozialdemokratie, Demokratischer Sozialismus | 2               | 41                | 9               | 437                     | 1888            | SPE (assoziiert) |
|      | FDP.Die Liberalen                      | FDP    | Liberalismus                                 | 2               | 28                | 11              | 525                     | 2009            | ALDE             |
|      | Die Mitte                              | Mitte  | Zentrismus                                   | 1               | 29                | 15              | 448                     | 2021            | EVP (assoziiert) |
|      | GRÜNE Schweiz                          | Grüne  | Grüne Politik                                | –               | 23                | 3               | 258                     | 1983            | EGP              |
|      | Grünliberale Partei                    | GLP    | Grüne Politik, Liberalismus                  | –               | 10                | 1               | 153                     | 2007            | ALDE             |
|      | Mouvement citoyens genevois            | MCG    | Protestpartei, Konservatismus                | –               | 2                 | 1               | 14                      | 2005            | –                |
|      | Evangelische Volkspartei               | EVP    | Christdemokratie, Sozialkonservatismus       | –               | 2                 | –               | 36                      | 1919            | ECPM             |
|      | Eidgenössisch-Demokratische Union      | EDU    | Christliche Rechte, Nationalkonservatismus   | –               | 2                 | –               | 21                      | 1975            | –                |
|      | Lega dei Ticinesi                      | Lega   | Rechtspopulismus, Regionalismus              | –               | 1                 | –               | 14                      | 1991            | –                |

Stand: 13. Juni 2024 

### Nicht in der Bundesversammlung vertretene Parteien und Bewegungen
Diese möglicherweise unvollständige Liste umfasst Organisationen, die Gegenstand eines eigenen Artikels sind oder die in einem Kantons- oder Gemeindeparlament einer Gemeinde mit mehr als 15'000 Einwohnern vertreten sind bzw. waren.

#### Nationale Parteien und Bewegungen
- Alternative Linke (AL): linksalternativ, sozialistisch, ökologisch
- Auto-Partei (AP) (bis 1994 Autopartei, von 1994 bis 2009 Freiheits-Partei der Schweiz (FPS)): antigrün, rechtspopulistisch, konservativ, isolationistisch, stark rechts
- Christlich-soziale Partei (Schweiz) (CSP): christdemokratisch (Christliche Linke),  ökologisch, sozialliberal, steht christlichen Gewerkschaften nahe, links
- Humanistische Partei der Schweiz (HPS): humanistisch, links, Teil der Humanistischen Bewegung
- Integrale Politik Schweiz (IP): Integrales Welt- und Menschenbild
- Junge Tat: rechtsextrem, sehr kleine Gruppe mit Verbindungen zur Jungen SVP[16]
- Katholische Volkspartei der Schweiz (KVP): katholisch-fundamentalistisch, isolationistisch, ökologisch
- Piratenpartei Schweiz (PPS): Piratenbewegung
- Schweizer Demokraten (SD) (bis 1990 Nationale Aktion gegen die Überfremdung von Volk und Heimat (NA)): isolationistisch, nationalistisch, ökologisch, rechtspopulistisch
- Sozial-Liberale Bewegung (SLB): sozialliberal, wertkonservativ, Mitte-links
- Libertäre Partei (LP): libertär, Minimalstaat
- Partei der Arbeit (PdA): Kommunismus, Sozialismus
- SolidaritéS (Sol): Antikapitalismus, Feminismus

#### Kantonale und regionale Parteien und Bewegungen
- Alpenparlament: Berner Oberland, rechtsesoterisch
- Alternative Liste (AL): Kanton Zürich und Kanton Schaffhausen, linksalternativ, sozialistisch, ökologisch
- Area liberale: Kanton Tessin, liberalkonservativ, im Kantonsparlament vertreten[17][17]
- Basels starke Alternative (BastA): Kanton Basel-Stadt, Mitglied der Grünen
- Bewegung für den Sozialismus (BfS): Im Kantonsparlament des Kantons Tessin vertreten.[18]
- Christlichsoziale Partei Obwalden (CSP): christdemokratisch, Mitte (Kanton Obwalden)
- Grün alternative Partei: Kanton Bern, ökologisch, wachstums- und behördenkritisch; im Kantonsparlament des Kantons und im Stadtparlament der Stadt Bern vertreten, Mitglied der Grünen
- Gruppe für Innerrhoden (GfI): Kanton Appenzell Innerrhoden, Mitte-Links, Zusammenarbeit mit der SP, früher vereinzelt im Nationalrat vertreten
- Junge Alternative JA!: Kanton Bern, Jugendpartei, linksalternativ[19]
- Les Communistes: Kanton Genf, kommunistisch
- Les Libres (früher Vaud libre[20]): Vereinigung mehrerer kommunalpolitischer Gruppierungen im Kanton Waadt,[21] zentristisch, im Grossen Rat des Kantons Waadt vertreten.
- Ligue vaudoise: eher eine politische Bewegung, gehörte zur Frontenbewegung
- Partei der Arbeit Basel, kommunistisch, 1988 aus der PdA Schweiz ausgeschlossen
- Parti Socialiste Autonome (PSA): sozialdemokratisch, Teil der SP Kanton Jura, für Vereinigung des Berner Jura mit dem Kanton Jura. Im Grossen Rat des Kantons Bern vertreten.
- Partito Comunista: Tessin, kommunistisch, im Dezember 2014 aus der PdA ausgeschlossen[22][23] im Kantonsparlament des Kantons Tessin vertreten.[24]
- Parteiunabhängige Appenzell Ausserrhoden (PU AR): Verein mit Fraktion im Kantonsparlament. Zurzeit mit der zweitgrössten Fraktion im Kantonsrat vertreten.
- Résistance Helvétique: Romandie, katholisch, rechtsextrem
- Volksaktion gegen zu viele Ausländer und Asylanten in unserer Heimat: Kanton Basel-Stadt, rechtspopulistisch bzw. rechtsextrem.

#### Kommunale Parteien und Bewegungen
- Bellinzona vivibile (dt.: lebenswertes Bellinzona): Kommunalpolitische Gruppierung in Bellinzona[25][26]
- Bieler Volkspartei (BVP): 2010 von der SVP abgespalten[27]
- Bürgerliches Forum Positives Wädenswil (BFPW): Gemeinde Wädenswil,[28] rechts-bürgerlich,
- Chrampfe & Hirne, Frauenfeld, im Stadtparlament mit fünf Personen vertreten,[29] für umweltfreundliche städtische Verkehrspolitik[30]
- Die Eidgenossen: Biel/Bienne, aus der Freiheits-Partei entstanden, rechts[31]
- Dorfverein Gattikon (DVG) vom Ortsteil Gattikon in der Gemeinde Thalwil[32]
- Entente pour Monthey: Monthey[33][34][35]
- Forum 5430: Gemeinde Wettingen[36][37]
- Forum Ostermundigen[38][39]
- Freie Liste Gossau[40]
- Freie Liste Kreuzlingen[41][42]
- Freie Wähler Adliswil: seit anfangs 1930er-Jahre bestehende kommunalpolitische Gruppierung[43][44]
- Gemeindeverein Opfikon-Glattburgg:Gemeinde Opfikon[45]
- Il Noce: Bellinzona, Gruppierung um den 2012 abgewählten Stadtpräsidenten Brenno Martignoni[25][46][47]
- JETZT!: Linke Gemeindepartei in der Stadt Aarau[48]
- Läbigs Bremgarte: Lokale linke Partei in Bremgarten AG[49]
- Menschen für Frauenfeld: Im Stadtparlament von Frauenfeld vertreten[50]
- Nouveau parti libéral: Partei des ehemaligen Neuenburger Regierungsrats Frédéric Hainard, im Stadtparlament von La Chaux-de-Fonds vertreten.
- Olten jetzt! (OJ!): Links-urbane Kommunalpartei; Seit den Wahlen 2021 mit sechs Personen im Gemeindeparlament und mit einer Person im Stadtrat der Stadt Olten vertreten.[51]
- Partei für Zürich (PFZ): liberal-konservativ, Abspaltung der SVP
- Politische Frauengruppe St. Gallen: feministisch, links, im Stadtparlament von St. Gallen vertreten.[52]
- Pro Aarau: im Stadtparlament von Aarau vertreten[53]
- Quartierverein Schlieren: Kommunalpolitische Gruppierung in Schlieren[54]
- Team baden: Stadt Baden
- Passarelle: Biel/Bienne, für parteilose Kommunalpolitik,[55] der Linken nahestehend.[56]
- Rägebogä-Egelshofä: Kreuzlingen[41]

### Nationale Jungparteien
Die Jungparteien sind die Nachwuchsorganisationen der grösseren Parteien. Sie treten aber meist eigenständig zu Wahlen an und vertreten teils von der Mutterpartei abweichende Positionen.
- Die Junge Mitte (JM), Jungpartei der Mitte
- Junge Eidgenössisch-Demokratische Union (JEDU), Jungpartei der Eidgenössisch-Demokratischen Union
- Junge Evangelische Volkspartei (*jevp), Jungpartei der Evangelischen Volkspartei
- Junge Grüne (jgs), Jungpartei der Grünen Partei der Schweiz
- Junge Schweizer Demokraten (JSD), Jungpartei der Schweizer Demokraten
- Junge Grünliberale Schweiz (jglp), Jungpartei der Grünliberalen
- Junge Schweizerische Volkspartei (JSVP), Jungpartei der Schweizerischen Volkspartei
- Jungfreisinnige (JFS), Jungpartei der FDP.Die Liberalen Schweiz
- Jungsozialist*innen (JUSO), Jungpartei der Sozialdemokratischen Partei der Schweiz
- Kommunistische Jugend Schweiz (KJS), Jungpartei der Partei der Arbeit der Schweiz

### Bedeutende ehemalige Parteien
In der Reihenfolge ihrer Auflösung oder ihres Rückzugs aus der Politik:

#### Ehemalige linke Parteien
- Kommunistische Partei-Opposition (Schweiz), kommunistisch, gegründet 1930, mit einem Abgeordneten im Nationalrat vertreten, schloss sich 1935 der SP an.
- Fédération socialiste suisse, kommunistisch, 1939 von aus der SP ausgeschlossenen prosowjetischen Mitgliedern gegründet, 1941 verboten.
- Progressive Organisationen der Schweiz (POCH): 68er, stark links, zwischen 1985 und 1993 in den Grünen und der SP aufgegangen.
- Kommunistische Partei der Schweiz/Marxisten-Leninisten (KPS/ML): hervorgegangen aus dem 1964 in Lausanne gegründeten Centre-Lénine, Organisation des Marxistes-Léninistes de Suisse; maoistische Gruppierung, 1987 übergegangen in die Freiheitlich-Sozialistische Partei (FSP), deren Spur sich nach 1989 verliert.
- Liberalsozialistische Partei (LSP): 1946 hervorgegangen aus dem Schweizer Freiwirtschaftsbund, 1990 in der INWO Schweiz (Initiative für Natürliche Wirtschaftsordnung) aufgegangen.
- Revolutionäre Marxistische Liga (RML): trotzkistisch, gegründet 1969, 1980 Namensänderung in Sozialistische Arbeiterpartei (SAP), 1990 aufgelöst, Nachfolgeorganisationen u. a. SolidaritéS und Bewegung für Sozialismus (BfS) – entfernt auch in den Grünen.
- Partito Socialista Autonomo (PSA): Kanton Tessin, linkssozialistisch, marxistisch, 1969 als SP-Abspaltung gegründet, 1988 Umbenennung in Partito Socialista Unitario (PSU), 1992 Wiedervereinigung mit SP.
- Frauen macht Politik! (FraP!): feministisch, links, 1991–1998 im Nationalrat vertreten.
- Alliance de Gauche: Wahlbündnis zwischen der Partei der Arbeit und SolidaritéS von 1993 bis 2006
- Demokratisch-Soziale Partei (DSP):  Kantone Basel-Stadt, Graubünden und Freiburg (hier: Mouvement Ouverture/Freie Liste),  zentristische, traditionssozialdemokratische Abspaltung der SP, leicht links der Mitte, Auflösung um 2010

#### Ehemalige rechte Parteien
- Nationalsozialistische Eidgenössische Arbeiterpartei: nationalsozialistisch, Teil der Frontenbewegung, 1935 aufgelöst.
- Volksbund: antisemitisch, „deutschlandfreundlich“, Teil der Frontenbewegung, 1938 aufgelöst.
- Nationale Front: nationalsozialistisch, Teil der Frontenbewegung, 1940 aufgelöst, Nachfolgeorganisation Eidgenössische Sammlung 1943 verboten.
- Bauern-, Gewerbe- und Bürgerpartei (BGB): bürgerlich, 1971 zusammen mit der Demokratischen Partei in der SVP aufgegangen.
- Republikanische Bewegung (Rep): fremdenfeindlich, rechtspopulistisch, nationalistisch, bürgerlich, 1989 in den Schweizer Demokraten aufgegangen.
- Vigilance: Kanton Genf, populistisch, fremdenfeindlich, von 1975 bis 1989 im Nationalrat vertreten, 1991 aufgelöst.[57]
- Partei National Orientierter Schweizer (PNOS): rechtsextrem; gegründet 2000, aufgelöst 2022.

#### Ehemalige andere Parteien
- Jungbauernbewegung (Schweizerische Bauernheimatbewegung): Abspaltung von der BGB, für kleinbäuerliche Interessen, für Lohn- und Preisstützungspolitik (keynesianische Wirtschaftspolitik), Ende 1940er Jahre Rückzug aus der Politik.[58]
- Demokraten: unabhängig, anfangs eher links, später bürgerlich, 1971 aufgegangen in SVP und der damaligen FDP.
- Parti progressiste national (PPN): Kanton Neuenburg, liberal, entstand 1919 aus den beiden Bürgerwehren Ligue ordre et liberté und die Union hélvetique,1922 bis 1931 im Nationalrat vertreten, 1981 in der Liberalen Partei aufgegangen.
- Landesring der Unabhängigen (LdU): sozialliberal, Mitte, 1999 aufgelöst.
- Liberale Partei der Schweiz (LPS): 2009 mit der FDP fusioniert zur FDP.Die Liberalen
- Freisinnig-Demokratische Partei (FDP): 2009 mit der LPS fusioniert zur FDP.Die Liberalen
- Christlichdemokratische Volkspartei (CVP): 2021 mit der BDP auf nationaler Ebene fusioniert zu Die Mitte. Auf kantonaler Ebene tritt die Partei in einigen Kantonen weiterhin unter dem Namen CVP auf.
- Bürgerlich-Demokratische Partei (BDP): 2021 mit der CVP fusioniert zu Die Mitte.

## Entwicklung des politischen Einflusses der Parteien
Entwicklung der Wähleranteile bei Nationalratswahlen
Entwicklung der Sitzverteilung im Bundesrat